# 荻野眞弓
荻野 眞弓（おぎの まゆみ、1974年3月29日 - ）は、日本の漫画家。埼玉県戸田市出身、神奈川県川崎市在住。女性。牡羊座のB型。既婚で2女2男の母。

## 経歴
高校卒業後、JAバンク埼玉に就職し、窓口嬢を務める。その後、上司の勧めもあり日本大学藝術学部美術学科に進学。在学中の1995年に、ぶんか社から4コマ漫画家としてデビュー、当時は現役女子大生漫画家という肩書きを編集部によって積極的に用いられていた。以降、ぶんか社、芳文社、竹書房、双葉社などの各4コマ誌で作品を発表している。
2005年、中京テレビ「女優魂」の女流漫画家の回に出演。
2006年12月に結婚。2007年6月頃より約1年間、出産、および、それに伴う子育てなどにより、全面的に休載、その後、復帰したが、2009年末より、再び第2子出産に伴う休載に入り、2010年末に復帰。
2009年8月発売分の『まんがタイムスペシャル』10月号に『たまのこしかけ』にて表紙の担当と巻頭カラーで作品が掲載された。

## 概要
作風としては、各作品がいわゆる萌え系の絵柄で、目が大きくデフォルメされているものが多く、また『大工のいっちゃん』の主人公「いちこ」に代表される、胸の大きな女性キャラが多いのも特徴である。
一部の作品を除いて、架空の街あつあつ市を舞台とした、いわゆるハイパーリンクな作品作りがなされている作品も多く、同時期に連載されている作品同士のキャラが相互に出演していた回があったり、複数の作品に自身の過去の作品や、他社で連載されている作品の主要キャラが登場したりしている回も見受けられる。
また、関根亮子の『819☆びーんず』の主人公と『どんぶり銀行あつあつ支店』の主人公がお隣同士に住んでいるという設定の遊び的要素を取り入れていたり、藤島じゅんの『コンビニぶんぶん』のキャラが隠れキャラ的に描かれていたこともあった。
アダルト的内容の作品、健全な内容の作品両方とも描く。

## 単行本リスト

### 連載終了分
- 大工のいっちゃん（ぶんか社 ぶんか社コミックスより全3巻）

1. ISBN 4821197596 （1999年7月）
2. ISBN 4821199440 （2002年4月）
3. ISBN 4821180448 （2003年9月）

- ももかん-官能桃色観音-（ぶんか社 ぶんか社コミックスより全4巻）

1. ISBN 4821198851 （2001年6月）
2. ISBN 4821199750 （2002年9月）
3. ISBN 4821180219 （2003年6月）
4. ISBN 482118141X （2005年2月）

- どんぶり銀行あつあつ支店（芳文社 まんがタイムコミックスより全3巻）

1. ISBN 483226219X （2001年8月）
2. ISBN 4832262629 （2002年9月）
3. ISBN 4832263153 （2003年12月）

- 踊る恋愛道（竹書房 バンブーコミックスより全1巻） ISBN 4812455618 （2001年10月）
- ドクタープリンセス（竹書房 バンブーコミックスより第1巻） ISBN 4812459311 （2004年3月）
- ふうこ戦国絵巻（少年画報社 YCコミックスより全1巻） ISBN 4785924675 （2004年9月）
- 花吹雪! まつりちゃん（双葉社 アクションコミックスより全1巻） ISBN 4575939102 （2004年10月）
- ちっちゃいナース（双葉社 アクションコミックスより全3巻）（2006年7月 - 2011年10月）
- ツンデレラ（少年画報社 YCコミックスより全1巻）（2007年2月）
- 白衣とリボン（芳文社 まんがタイムコミックスより既刊1巻） ISBN 9784832267657 （2009年8月）
- たまのこしかけ（芳文社 まんがタイムコミックスより全3巻）（2009年2月 - 2012年6月）
- ゲームコミックマリオネットカンパニー（ラポート アンソロジーコミック、荻野眞虎名義）